# Claus-Peter Offen
Claus-Peter Offen (* 15. September 1943) ist ein deutscher Reeder und Sportsegler.

## Leben und beruflicher Werdegang
Claus-Peter Offen kam als jüngstes von fünf Kindern des Reeders Emil Offen in Bayern zur Welt und wuchs im schleswig-holsteinischen Großhansdorf auf. Nach seiner Schulzeit absolvierte er eine Ausbildung zum Schifffahrtskaufmann beim Schiffsmakler Carl Bock in Hamburg. Da die Reederei seines Vaters kurz nach dessen Tod 1966 schloss, ging er zunächst nach London und Paris, um dort in der Schifffahrtsbranche zu arbeiten. Am 1. Juni 1971 ersteigerte er mit 27 Jahren in einem Konkursverfahren vor dem Hamburger Amtsgericht mit Hilfe verschiedener Kreditzusagen für 995.000 DM den 1959 vom Stapel gelaufenen Frachter Annie Hugo Stinnes (4000 tdw), taufte ihn auf den Namen Holstein um und gründete zum Betrieb des Schiffes acht Tage später die Reederei Claus-Peter Offen GmbH & Co. KG.

## Geschäftsführer/CEO der Offen-Group
In den folgenden Jahren erwarb Offen zunächst gebrauchte Containerschiffe; die Flotte wuchs bis 1978 auf 12 Frachtschiffe mit jeweils bis zu 14.000 tdw anwuchs. 1978 gab er eine Serie von sechs Mehrzweck-Containerschiffen mit je 12.000 tdw / 576 TEU bei der Seebeckwerft AG in Bremerhaven, in Auftrag. Weitere Aufträge folgten, zunächst bei der Thyssen Nordseewerke GmbH in Emden und der Flender Werft AG in Lübeck, an der sich Offen in den 1990er-Jahren selbst beteiligte. Schon vor dem Konkurs der Flender Werft AG im Juni 2002 hatte Offen seine Schiffproduktion zu Samsung Heavy Industries nach Seoul verlegt und den Neubau von 19 Schiffen in Auftrag gegeben. Dieser Auftrag wurde Ende 2002 abgeschlossen.
Nach dem Beginn der Schifffahrtskrise Mitte 2008 geriet Offen wie zahlreiche andere Reedereien in Schwierigkeiten.
2010 bestand die Flotte der Offen-Gruppe aus 44 Schiffen mit einer Kapazität von insgesamt 1,6 Mio. tdw bzw. circa 120.000 TEU. Sie wuchs durch bereits getätigte Bestellungen trotz der Schifffahrtskrise bis 2012 weiter auf 103 Containerschiffe mit insgesamt 550.000 TEU, 16 Tanker und vier Massengutfrachter an. 2013 musste Offen auf Druck finanzierender Banken erstmals 14 Containerschiffe verkaufen.
Zum 31. Dezember 2014 firmierte Offen sein Unternehmen um und fasste sämtliche Geschäftsfelder in der CPO Holding zusammen, die nun als Muttergesellschaft der Offen Group fungiert. Die Offen Group hatte 2014 insgesamt 108 Schiffe im Management, die 2014 einen Umsatz von 674,5 Millionen Euro machten; die CPO Holding umfasste eine Flotte von 19 Containerschiffen mit einer Kapazität von insgesamt rund 140.000 TEU, acht Produktentanker mit einer Tragfähigkeit von 415.000 tdw sowie vier Massengutfrachter mit 720.000 tdw Kapazität, an denen die Holding mit mehr als 50 Prozent beteiligt ist, und machte 260,4 Millionen Euro Umsatz.
Im März 2017 übernahm die Offen Group die Conti Unternehmensgruppe (München).

## Segler
Offen ist passionierter Segler und Eigentümer von Wally-Yachten mit dem NamenY3K, mit denen er 2005, 2009, 2010, 2011 und 2023 den Maxi-Yacht-Rolex-Cup und damit die inoffizielle Weltmeisterschaft in der Wally-Klasse gewann. Von 2006 bis 2015 war er Präsident der Internationalen Vereinigung der Maxi-Yachten (IMA). Offen startet für den Norddeutschen Regatta Verein und den Yacht Club Costa Smeralda.

## Persönliches
Offen ist in vierter Ehe verheiratet und hat einen Sohn aus erster Ehe sowie einen Sohn und eine Tochter aus dritter Ehe.